# 영아돌연사증후군
영아돌연사증후군(sudden infant death syndrome, SIDS)은 아무런 이유도 없이 갑자기 주로 1세 미만의 건강해 보이는 영아가 돌연사를 하는 것을 말한다.  영어로 "요람의 죽음"이라는 의미로 콧 데스 (cot death), 크립 데스 (crib death)라고도 한다. 2005년 4월 18일 일본의 후생노동성이 발표한 SIDS 지침에 따르면 SIDS는 질환으로 해야 한다는 의견도 있다.

## 같이 보기
- 부정맥돌연사증후군(성인돌연사증후군)